# アベル・アントン
アベル・アントン（スペイン語: Abel Antón Rodrigo、1962年10月24日 - ）は、スペインのソリア出身の元マラソン選手。1997年世界陸上選手権・1999年世界陸上選手権と史上初めて男子マラソンを連覇し、同国のマルティン・フィスとともに1990年代を代表するマラソン選手であった。常に先頭集団の後方で集団を観察しながら慎重にレースを進めるスタイルであり、1999年の世界陸上では先行した佐藤信之を38キロ過ぎで逆転して優勝するという勝負強さを見せ、地元開催だったスペインにこの大会唯一の金メダルをもたらした。シドニー五輪でも優勝候補に挙げられていたが、万全の状態ではなく53位に終わった。現在はスポーツショップを経営している。